# Kamienica przy ulicy Karmelickiej 9 w Krakowie
Kamienica przy ulicy Karmelickiej 9 – kamienica, znajdująca się w Krakowie, w dzielnicy I Stare Miasto, na Piasku.
Jest to budynek wzniesiony w stylu secesyjnym w 1910 roku według projektu Józefa Wilczyńskiego, Alfreda Kramarskiego i Jana Perosia jako trzypiętrowa kamienica o charakterze czynszowym. Około 2008 roku kamienica przeszła remont, połączony z rozbudową.
W kamienicy znajduje się grupa secesyjnych i historyzujących witraży, wykonanych w 1910 roku, nieznanego autorstwa. Są to m.in. znajdujące się w sześciu oknach na klatce schodowej witraże geometryczne w kształcie prostokąta z dwoma płaskimi łukami wykonane ze szkła ornamentowego oraz dwie ściany witrynowe z medalionami, znajdujące się na pierwszym i drugim piętrze w kształcie prostokątów, wykonane ze szkła ornamentowego z elementem kwiatowym malowanym na szkle. Klatkę schodową doświetla również witrażowy świetlik w kształcie kopuły na owalu o motywie geometrycznym, wykonany ze szkła ornamentowego z elementami malowanymi na szkle.
Kamienicę zamieszkiwał Jerzy Stefan Langrod – profesor prawa administracyjnego Uniwersytetu Jagiellońskiego. Fakt ten został upamiętniony wmurowaną w elewację kamienicy tablicą pamiątkową.

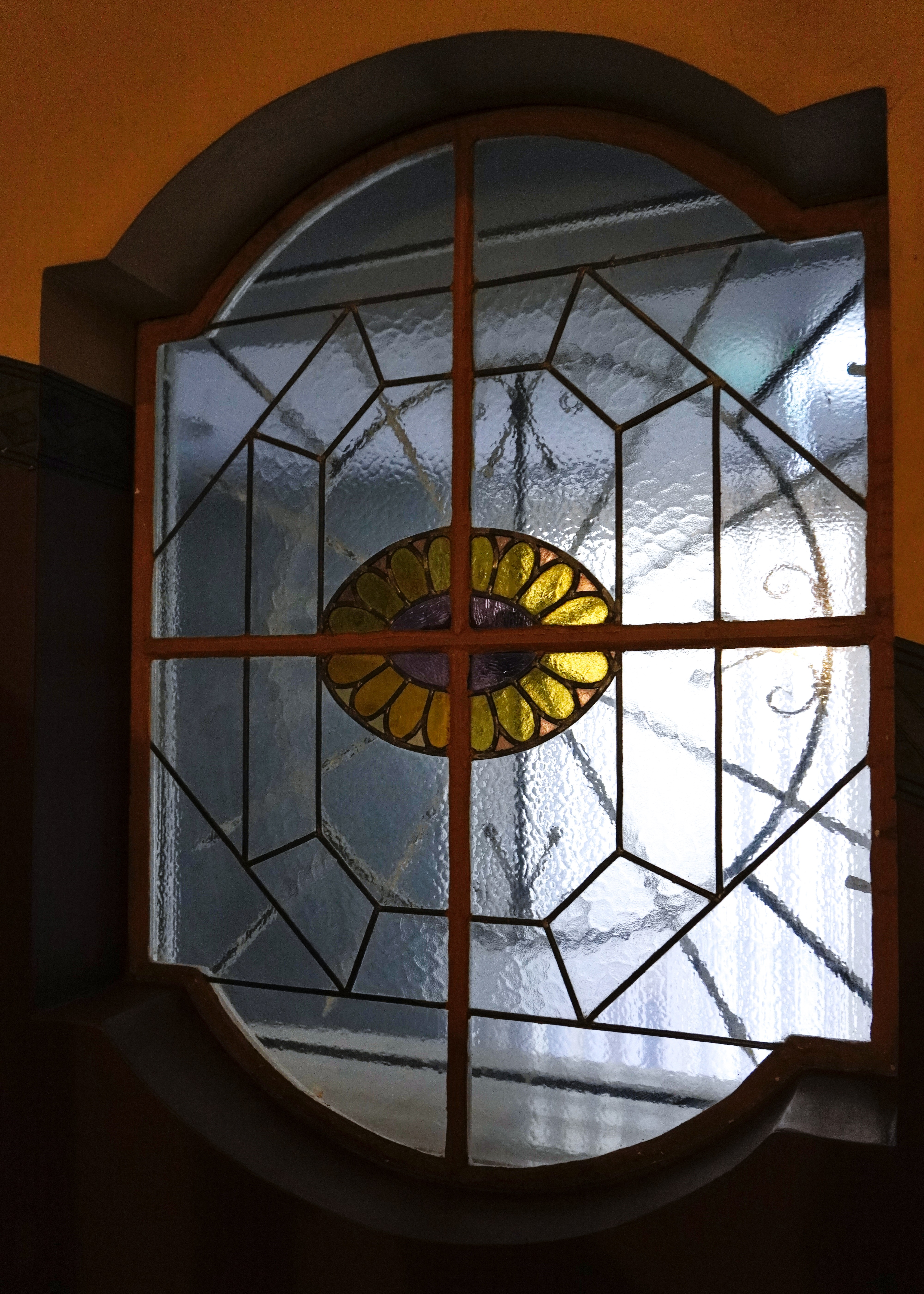
Jeden z witraży na klatce schodowej
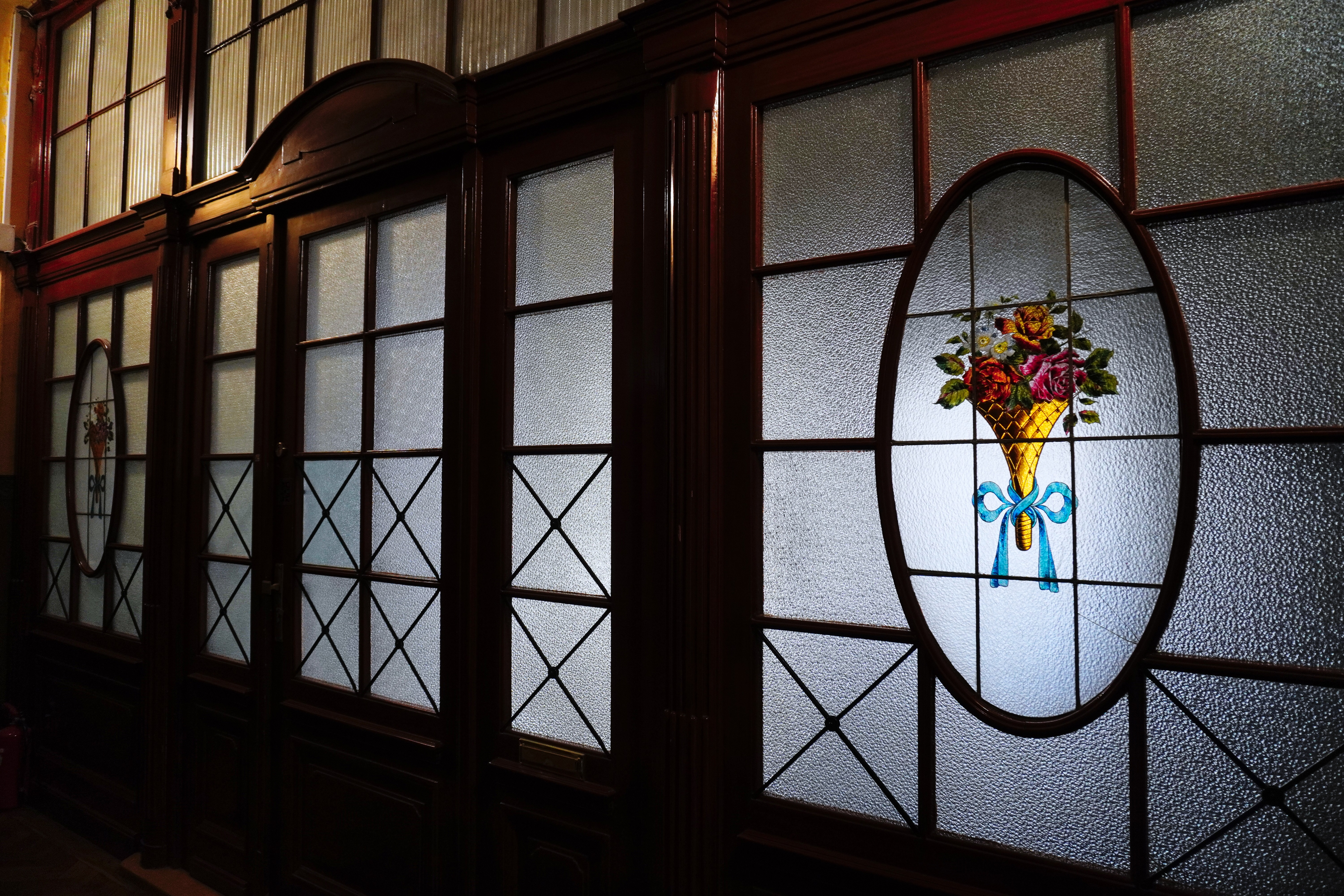
Ściana witrynowa z medalionami na I piętrze
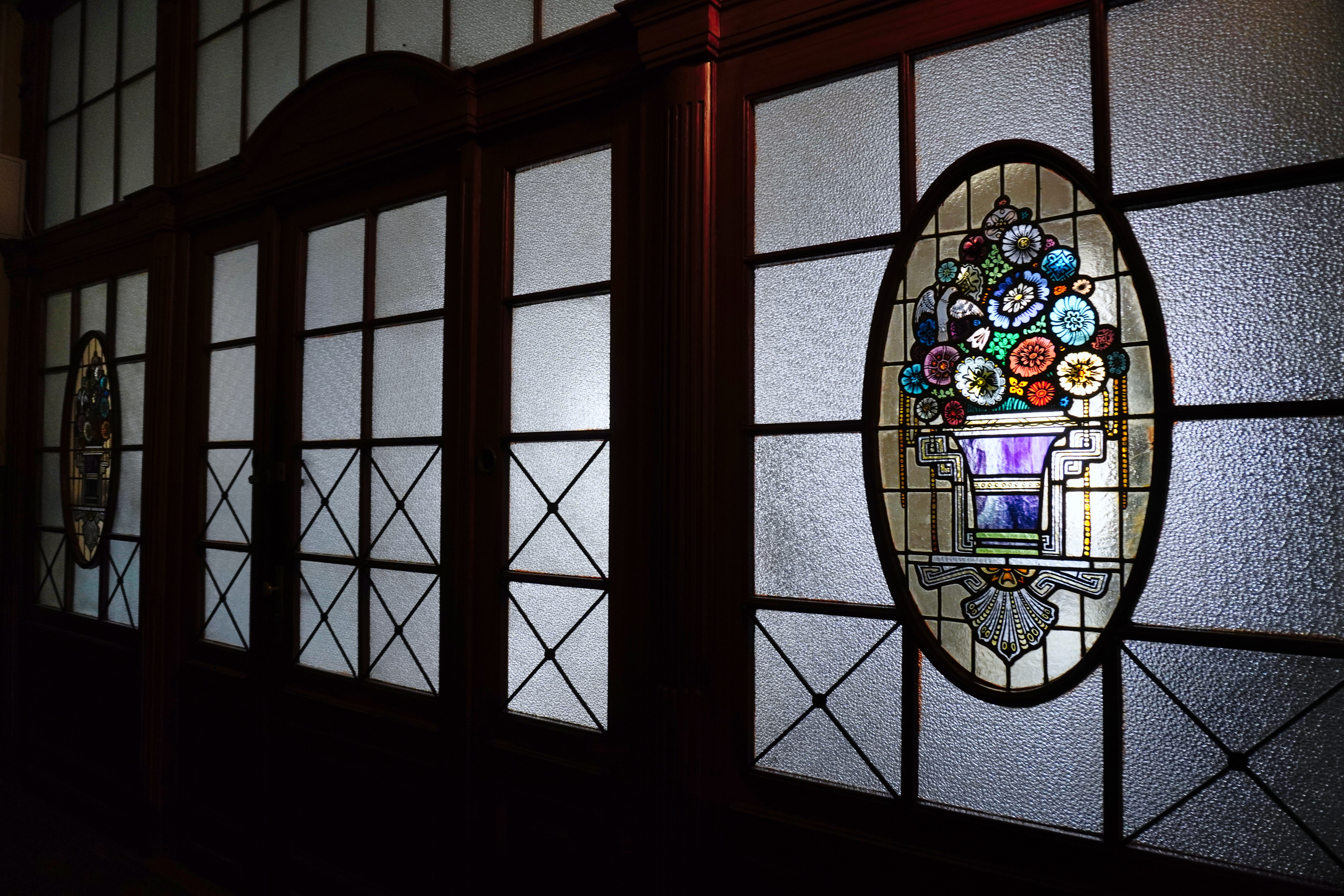
Ściana witrynowa z medalionami na II piętrze
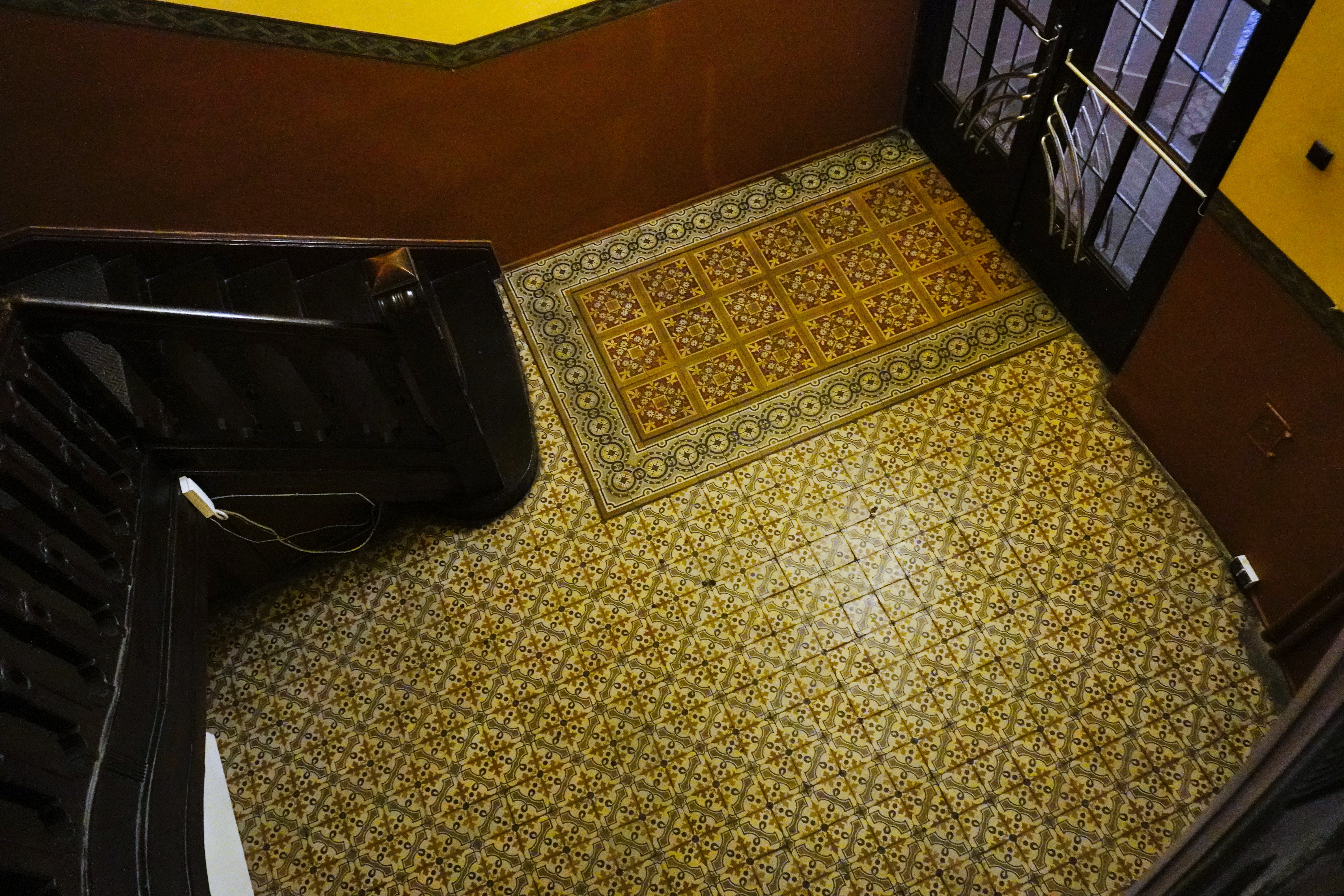
Posadzka u wejścia na klatkę schodową
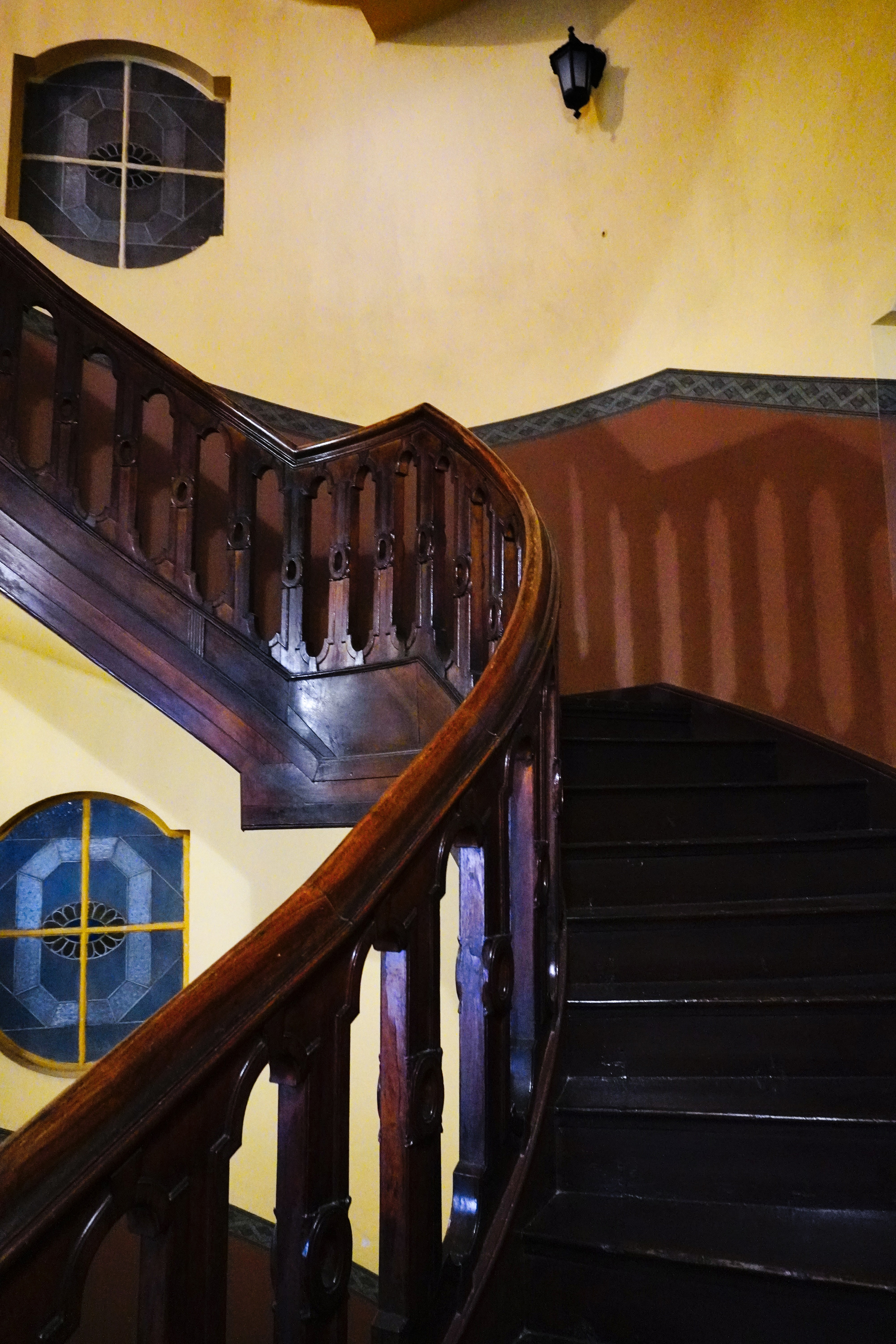
Klatka schodowa
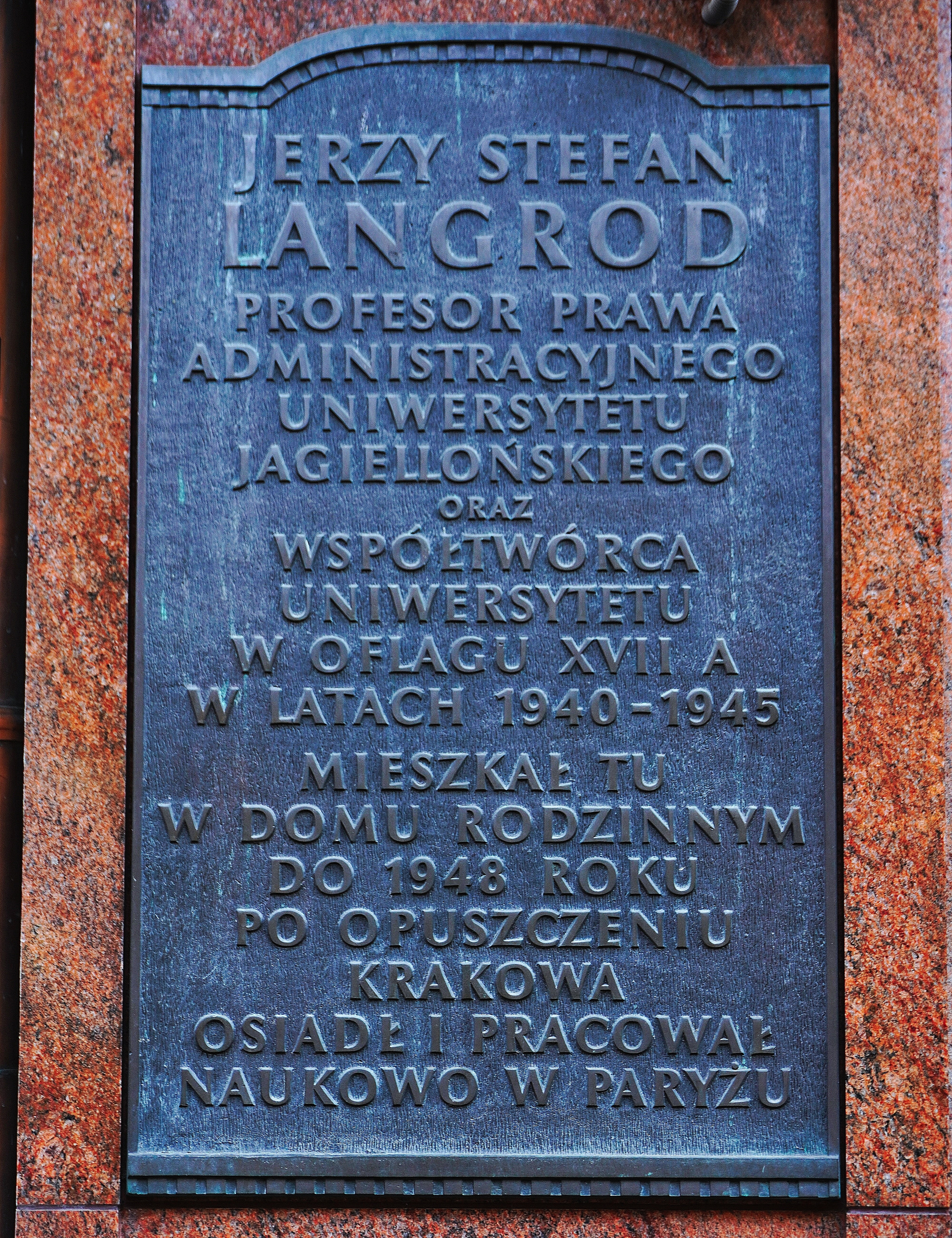
Tablica, wmurowana w elewację kamienicy, upamiętniająca zamieszkiwanie jej przez Jerzego Stefana Langroda